# Miss Katy і Mister Max
Mister Max (укр. Містер Макс; нар. 4 лютого 2011) і Miss Katy (укр. Міс Кейті, Міс Кеті; нар. 31 січня 2013) — брат і сестра з Одеси, одні з найпопулярніших дітей-блогерів російськомовного сегменту YouTube.
26 лютого 2022 року засудили війну.

## Тематика
На каналах розміщуються відео, пов'язані з життям брата та сестри Максима і Каті. Для дітей вигадують різноманітні розваги, які знімаються на відео. Приклади тем: розпакування солодощів й іграшок та їх тестування, походи по магазинах, активний відпочинок, ігри, поїдання морозива.
На сьогоднішній день у юних блогерів також існує канал FedorUK Vlogs,на який вони дуже часто знімають свої подорожі, просто влоги, а також челенджі(такий як 24 часа і т.п).

## Заробіток
За деякими оцінками, тільки перегляди відеороликів на двох каналах приносять завдяки партнерській програмі YouTube близько 100 тисяч доларів щомісяця (за іншими оцінками, декілька сотень тисяч).
На зароблені кошти сім'я змогла переїхати з Одеси до трьохповерхового будинку в Лондоні.

## Просування
Канали Макса і Каті входять в українську багатоканальну мережу AIR.